# Sivakkajärvi (sjö i Norra Savolax)
Sivakkajärvi är en sjö i Finland. Den ligger i kommunen Kaavi i landskapet Norra Savolax, i den centrala delen av landet, 400 km nordost om huvudstaden Helsingfors. Sivakkajärvi ligger 117 meter över havet. Den är 17,24 meter djup. Arean är 3,4 kvadratkilometer och strandlinjen är 19,19 kilometer lång. Sjön  ingår i Vuoksens huvudavrinningsområde.   I omgivningarna runt Sivakkajärvi växer i huvudsak blandskog. Den sträcker sig 3,1 kilometer i nord-sydlig riktning, och 3,5 kilometer i öst-västlig riktning.
I övrigt finns följande i Sivakkajärvi:
- Nissisaari (en ö)
- Pieni-Kärrys (en ö)
- Suuri-Kärrys (en ö)
- Mujeluoto (en ö)
- Honkasaari (en ö)
- Selkäsaari (en ö)
- Pajusaari (en ö)
- Huhmarinen (en ö)